# Berardius arnuxii
El zifio de Arnoux o delfín picudo de Arnoux (Berardius arnuxii) es una especie de cetáceo odontoceto de la familia Ziphiidae. Es la especie más grande de zifio, junto al zifio de Baird (Berardius bairdii).

## Descubrimiento
El zifio de Arnoux fue descrito por primera vez en 1851 por el médico y zoólogo francés Louis Georges Duvernoy (fr) a partir de un cráneo que otro médico, el doctor Louis Arnoux (fr), le había aportado a Duvernoy, a París, a finales de los años 1840. Arnoux, cirujano de la Armada Francesa, había encontrado el cráneo en Nueva Zelanda cuando ejercía como el médico titular de una circunnavegación alrededor de la Tierra a bordo de la corbeta Le Rhin (literalmente, El Rin). Durante el periplo, que duró de 1842 a 1848, el capitán a bordo de Le Rhin había sido el capitán de navío (capitaine de vaisseau) Auguste Bérard (fr) y así fue como Duvernoy nombró al animal: Berardius en honor a Auguste Bérard y arnuxii en honor a Louis Arnoux.

## Descripción
Los zifios de Arnoux poseen un cuerpo largo y robusto. El cráneo presenta la región frontal globosa gracias al melón. Su hocico es prominente y redondeado, con la mandíbula superior más corta que la inferior. 
Las aletas pectorales son cortas, pequeñas y redondeadas. La aleta dorsal es pequeña, ligeramente falcada y con el extremo redondeado. Alcanza cerca de los 10 m de largo, pesando entre 7 y 10 t. Las hembras son mayores que los machos.
El cuerpo es de color gris oscuro a marrón, con región cefálica más clara. De color gris claro en la región ventral, con presencia de manchas blancas. Juveniles de color gris pizarra. Presenta dos surcos ventrales (en forma de V) en el área de la garganta; este es un rasgo característico de la familia.

## Comportamiento

### Alimentación
No se sabe mucho de la alimentación de esta especie, pero se sabe que se alimentan principalmente de calamares, y posiblemente de peces que viven en aguas profundas. 

### Reproducción
Tampoco se sabe mucho de la reproducción de esta especie. Es posible, basado en lo que se sabe del Zifio de Baird, que maduren sexualmente a los 10 años de edad, y físicamente a los 20.

## Población y distribución
Habita en el océano austral, Sudamérica, Nueva Zelanda y Sudáfrica. No existen datos fidedignos para la estimación de su población.